# Roodwangbaardvogel
De roodwangbaardvogel (Lybius rubrifacies) is een vogel uit de familie Lybiidae (Afrikaanse baardvogels).

## Verspreiding en leefgebied
Deze soort komt voor in Oeganda, Rwanda, Burundi en noordwestelijk Tanzania.

## Status
De grootte van de populatie is niet gekwantificeerd maar de soort wordt omschreven als plaatselijk algemeen. Omdat de populatie waarschijnlijk relatief klein is en afneemt heeft deze soort op de Rode lijst van de IUCN de status gevoelig.